# Juribej (Jamal-félsziget)
A Juribej (oroszul: Юрибей) folyó Oroszország ázsiai felén, Nyugat-Szibéria északi részén, Jamali Nyenyecföldön. 

## Földrajz
Hossza: 340 km, bal oldali forráságával együtt 451 km; vízgyűjtő területe: 9740 km².
A Juribej a Jamal-félsziget jelentős folyója, a félsziget déli részét északnyugati irányban szeli át. Egy-egy forrásága az egymástól kb. 2 km-re elterülő Jarato-1- és  Jarato-2-tóból ered. A folyó kezdetben északkelet felé tart, azután fokozatosan északra, majd északnyugatra fordul. Uszty-Juribej település közelében ömlik a Kara-tenger Bajdarata-öblébe, a keleti parton. 
Október első felében befagy, és kb. nyolc hónapon át jég borítja. Árvize június-júliusban van. Jelentős bal oldali mellékfolyója a Huti-Jaha (109 km).
Vízgyűjtőjén nagyon sok tó és több mint 560 vízfolyás van, köztük kilenc 50 km-nél hosszabb folyó. Területén általános az állandóan fagyott talaj (permafroszt).
A folyón és árterén épült 3,9 km hosszú vasúti hídat 2009-ben adták át a forgalomnak. A Gazpromtransz 572 km hosszú Obszkaja–Bovanyenkovo–Karszkaja-vasútvonala a Jamal-félsziget szénhidrogénmezőihez vezet. Csak ipari célokat szolgál, általános személyforgalomban nem használható